# O Matador (livro)
O matador é um livro da escritora brasileira Patrícia Melo, publicado em 1995, que lhe valeu prêmios internacionais, Deux Océans, na França (1996), e Deutscher Krimi Preis (1998), na Alemanha, além da aclamação de público e crítica no Brasil.  Também em 1996, a autora foi indicada, pelo mesmo romance, ao prêmio Prix Femina, na França. O matador foi publicado na França (Albin Michel, 1996), Itália (Feltrinelli, 1996), Inglaterra (Bloomsbury, 1997), Espanha (Ediciones B, 1997), Holanda (Wereldbibliotek, 1997), Noruega (Aschenhoug, 1998), obtendo repercussão considerável. 
Trata-se do segundo livro da autora, em que se mostram as raízes da violência urbana   com uma prosa ágil, vigor narrativo, controle sobre o texto, ironia, visão ácida, criação de personagens aparentemente incoerentes e ao mesmo tempo banais e estranhos.
O romance foi indicado com leitura obrigatória para o PEIES - Programa de Ingresso ao Ensino Superior - da Universidade Federal de Santa Maria, nas provas envolvendo a disciplina de Literatura do terceiro ano do ensino médio, no período em que o PEIES esteve em vigor   e esteve também na lista das obras indicadas para o vestibular de 2011.  A mesma obra foi indicada para o concurso vestibular da Universidade Federal de Rondônia.
O Matador foi adaptado para o cinema em 2003, com o título O Homem do Ano, com roteiro de Rubem Fonseca.   "Ressalvadas as mudanças necessárias para a adaptação, o filme prefere a imagem e as ações aos pensamentos e às divagações das personagens, de maneira a manter a construção identitária de um sujeito fragmentado, por meio do olhar da câmera, na perspectiva do protagonista."
Em 2009 o livro foi relançado, desta vez pela editora Rocco.

## Enredo
Conta a história de um jovem, Máiquel , um vendedor de carros usados, que mora na periferia de sua cidade e que perde uma aposta em um jogo de futebol. Por isso, ele deve pintar o seu cabelo de castanho aloirado. Com essa atitude - sentindo que algo havia se transformado em si, a sua autoestima melhora -, hostilizado, ridicularizado, inicialmente, por Suel, o protagonista do romance inicia uma série de ocorrências que o transformam em um criminoso brutal, apesar disso, tornando-se querido entre os vizinhos e, até certo ponto, obtendo a simpatia da própria polícia. Alguns homens economicamente poderosos da região passam a dar proteção para Máiquel desde que ele lhes preste alguns "serviços", como matar o responsável pelo estupro da filha do dr. Carvalho. A narrativa acompanha a ascensão de Máiquel, mas também apresenta a sua derrocada - as mesmas pessoas que lhe apoiaram para matar, afastaram-se quando ele precisou de ajuda, tornando-se seus inimigos.
Apesar da grande violência verbal - feita em primeira pessoa -, marcada pela linguagem coloquial, pelo uso de gíria, não falta humor. Misturam-se propagandas, cenas televisivas, notícias de jornais, música popular - o apartamento de Máiquel é uma grande desordem, a televisão está quase sempre ligada, assim como o rádio do seu carro. 